# Municipio de Stevens (Pensilvania)
El municipio de Stevens (en inglés: Stevens Township) es un municipio ubicado en el condado de Bradford en el estado estadounidense de Pensilvania. En el año 2000 tenía una población de 414 habitantes y una densidad poblacional de 10.4 personas por km².

## Geografía
El municipio de Stevens se encuentra ubicado en las coordenadas 41°44′59″N 76°09′59″O / 41.74972, -76.16639.

## Demografía
Según la Oficina del Censo en 2000 los ingresos medios por hogar en la localidad eran de $33,000 y los ingresos medios por familia eran $36,750. Los hombres tenían unos ingresos medios de $33,750 frente a los $20,278 para las mujeres. La renta per cápita para la localidad era de $15,983. Alrededor del 17,4% de la población estaban por debajo del umbral de pobreza.